# Gotthard Johann von Knorring

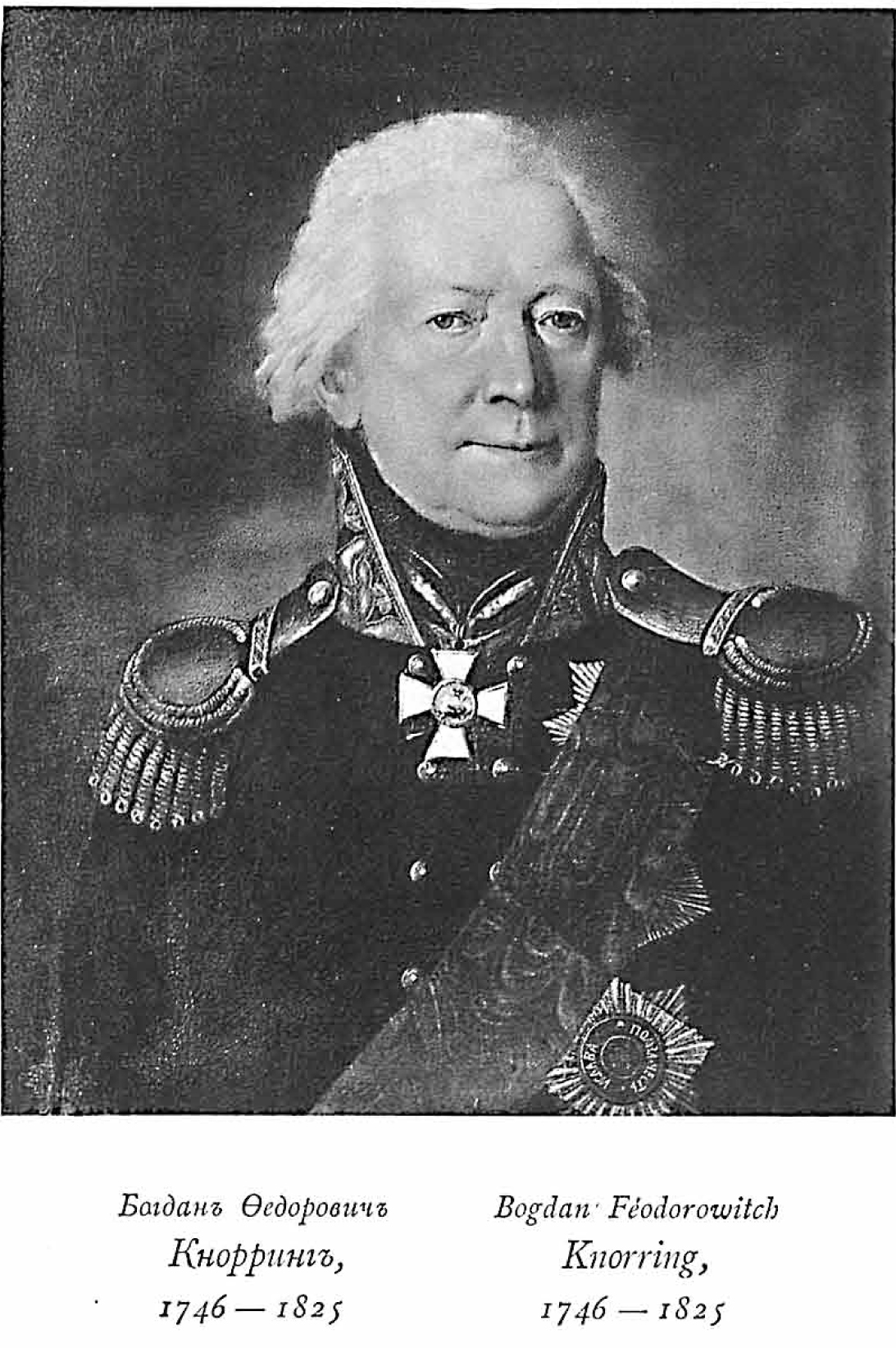
Bogdan Fjodorowitsch Knorring

Gotthard Johann von Knorring (russisch Богдан Фёдорович Кнорринг Bogdan Fjodorowitsch Knorring; * 31. Oktoberjul. / 11. November 1744greg. in Erwita; † 5. Julijul. / 17. Juli 1825greg. in Dorpat) war ein deutsch-baltischer russischer General der Infanterie, Oberbefehlshaber der Kaiserlich Russischen Armee in Finnland, livländischer Landrat und Chef der livländischen Landmiliz.

## Leben

### Herkunft und Familie
Gotthard Johann war Angehöriger der freiherrlichen Linie Kaltenborn-Uddewa-Lugden des estländischen Adelsgeschlechts Knorring. Seine Eltern waren der Mannrichter und Erbherr auf Arroküll, Kaltenborn, Uddewa und Erwita, Friedrich von Knorring († 1761) und Dorothea Elisabeth von Zoege († 1792).
Die ebenfalls russischen Generale Carl Heinrich von Knorring (1746–1820) und Otto Wilhelm von Knorring (1759–1812) waren seine Brüder.
Er vermählte sich 1773 mit Wilhelmine von Liphart (1753–1818). Beider Sohn und einziges Kind war der russische Generalleutnant Karl von Knorring (1774–1817).

### Werdegang
Knorring begann seine Laufbahn 1758 im Landkadettenkorps in St. Petersburg, avancierte 1764 zum Leutnant und war bis 1769 bei der Dünaregulierung beschäftigt. 1770 stieg er zum Major auf und erhielt für seinen Einsatz in der Schlacht von Cahul im Russisch-Türkischer Krieg den St. Georgs-Orden IV. Klasse. Seine Beförderung zum Oberstleutnant erfolgte 1771 und den rest des Kriegs stand er als Oberquartiermeister beim Generalstab. Mit seinem Aufstieg zum Oberst im Jahr 1779 übernahm er bis 1784 die Stellung des Kommandeurs beim Pskow Karabinier-Regiment. Er avancierte 1784 zum Generalmajor. Im Russisch-Schwedischen Krieg war er Generalquartiermeister der Armee in Finnland und im Russisch-Polnischen Krieg konnte er Wilna einnehmen, wofür er mit dem St. Georgs-Orden IV. Klasse ausgezeichnet wurde. Unter Kaiser Paul war er zunächst inaktiv, wurde aber 1806 als General der Infanterie reaktiviert. Er erhielt den Alexander-Newski-Orden und wurde im November 1808 Oberbefehlshaber in Finnland. Nachdem der Kaiser mit ihm wegen Langsamkeit und Unentschlossenheit unzufrieden war, musste er seinen Abschied einreichen. Bereits 1805 war er Deputierter der Livländischen Ritterschaft in St. Petersburg. Von 1806 bis 1812 bekleidete er die Stellung als livländischer Landrat und Chef der livländischen Landmiliz.
Knorring war Besitzer der Landgüter Kaltenborn und Uddewa in Estland, sowie seit 1803 Penniküll, Groß Camby und Somel in Livland.